# Raúl Vidales
Raúl S. Vidales (* 1943 in Monterrey, Mexiko; † 1995) war ein mexikanischer Befreiungstheologe.

## Leben
Vidales wurde 1967 zum Priester geweiht. Er studierte in den USA, in Mexiko und in Rom und schloss als Lizenziat der Theologie und Soziologie ab. Er arbeitete mit Basisgemeinden zusammen und wurde anschließend Professor am Lateinamerikanischen Pastoralinstitut (IPLA) der Lateinamerikanischen Bischofskonferenz  in Quito (Ecuador). Daneben war er auch am Indigenen-Missionszentrum der mexikanischen Bischofskonferenz, dem Centro Nacional de Ayuda a las Misiones Indígenas (CENAMI), und am von Gustavo Gutiérrez gegründeten Centro Bartolomé de las Casas in Lima (Peru) tätig.
Gemeinsam mit Joseph Comblin, Segundo Galilea und Leonidas Proaño bemühte er sich um die Ausarbeitung einer kontextuellen Pastoral für Lateinamerika. In seinen letzten Lebensjahren beschäftigte er sich in seinen Publikationen verstärkt mit politisch-historischen Themen wie Utopismus und Imperialismus.

## Schriften (Auswahl)
- La iglesia Latinoamericana y la política después de Medellín. CELAM, Bogotá 1972 (IPLA. Band 15).
- mit Tokihiro Kudo: Práctica religiosa y proyecto histórico. Hipótesis para un estudio de la religiosidad popular en América Latina. Centro de Estudios y Publicaciones, Lima 1975.
- Cristianismo anti-burgués. DEI, San José 1978 (Aportes. Band 2).
- Desde la tradición de los pobres. CRT, Mexiko-Stadt 1978.
- Teología de la muerte – teología de la vida. Perspectivas en la teología de la liberación. Fondo de la Comunidad SEISEDET, Buenos Aires 1979.
- Volveré... y seré millones. CELADEC, Lima 1982.
- als Hrsg.: La esperanza en el presente de América Latina. Ponencias presentadas al II Encuentro de Científicos Sociales y Teólogos sobre el Tema “El Discernimiento de las utopías”. DEI, San José 1983.
- Utopía y liberación. El amanecer del indio. DEI, San José 1988.
- Teología e imperio. DEI, San José 1991.
- Fin de la historia – “¿fin de la utopía?” Frente a los 500 años. In: Cristianismo y Sociedad, Band 30, 1992.